# Cúp FA Hàn Quốc 2012
Cúp FA Hàn Quốc 2012, hay Cúp FA Hana Bank vì lý do tài trợ, là mùa giải thứ 17 của Cúp FA Hàn Quốc. Giải khởi tranh từ ngày 17 tháng 3 năm 2012. Đội vô địch giành suất tham dự AFC Champions League 2013.

## Lịch thi đấu
| Vòng        | Ngày                   | Số trận | Số đội  | Số đội mới thi đấu vòng này |
| ----------- | ---------------------- | ------- | ------- | --- |
| Vòng Một    | 17–18 tháng 3 năm 2012 | 8       | 16 → 8  | 01 Police FC 09 CLB xếp thứ 2~10 Challengers League 2011 04 CLB xuất sắc nhất U-League 2011 03 CLB vô địch các giải đại học khác |
| Vòng Hai    | 28–29 tháng 4 năm 2012 | 7       | 14 → 7  | 05 CLB xếp thứ 10~14 Korea National League 2011 01 CLB vô địch Challengers League 2011                                           |
| Vòng 32 đội | 23 tháng 5 năm 2012    | 16      | 32 → 16 | 16 CLB xếp thứ 1~16 K-League 2011 09 CLB xếp thứ 1~9 Korea National League 2011                                                  |
| Vòng 16 đội | 20 tháng 6 năm 2012    | 8       | 16 → 8  | |
| Tứ kết      | 1 tháng 8 năm 2012     | 4       | 8 → 4   | |
| Bán kết     | 1 tháng 9 năm 2012     | 2       | 4 → 2   | |
| Chung kết   | 20 tháng 10 năm 2012   | 1       | 2 → 1   | |
| Total       | Total                  | Total   | Total   | 47 clubs |

## Các đội bóng tham gia

### K-League
Tất cả các đội bóng ở K-League thi đấu từ vòng 32 đội. Có tổng cộng 16 đội thi đấu ở mùa giải 2012.
| - Busan IPark (Vòng 32 đội) - Chunnam Dragons (Vòng 32 đội) - Daegu FC (Vòng 32 đội) - Daejeon Citizen (Vòng 32 đội) - FC Seoul (Vòng 32 đội) - Gangwon FC (Vòng 32 đội) - Gwangju FC (Vòng 32 đội) - Gyeongnam FC (Vòng 32 đội) | - Incheon United (Vòng 32 đội) - Jeju United (Vòng 32 đội) - Jeonbuk Hyundai Motors (Vòng 32 đội) - Pohang Steelers (Vòng 32 đội) - Sangju Sangmu Phoenix (Vòng 32 đội) - Seongnam Ilhwa Chunma (Vòng 32 đội) - Suwon Samsung Bluewings (Vòng 32 đội) - Ulsan Hyundai (Vòng 32 đội) |

### Korea National League
Có 9 đội ở Korea National League thi đấu từ vòng 32 đội. Còn 5 đội còn lại thi đấu từ vòng Hai. Có tổng cộng 14 đội thi đấu ở mùa giải 2012.
| - Ansan H FC (Vòng Hai) - Busan Transportation Corporation (Vòng 32 đội) - Changwon City (Vòng 32 đội) - Cheonan City (Vòng 32 đội) - Chungju Hummel (Vòng Hai) - Daejeon Korea Hydro & Nuclear Power (Vòng 32 đội) - Gangneung City (Vòng 32 đội) | - Gimhae City (Vòng Hai) - Goyang KB Kookmin Bank (Vòng 32 đội) - Incheon Korail (Vòng 32 đội) - Mokpo City (Vòng Hai) - Suwon City (Vòng 32 đội) - Ulsan Hyundai Mipo Dockyard Dolphin (Vòng 32 đội) - Yongin City (Vòng Hai) |

### R-League
Chỉ có Police FC thi đấu từ vòng Một.
- Police FC (Vòng Một)

### Challengers League
Chỉ có Gyeongju Citizen, đội vô địch mùa giải 2011, thi đấu từ vòng Hai và 9 đội xuất sắc nhất mùa giải 2010 thi đấu từ vòng Một. Các đội Challengers League khác không tham gia Cúp FA 2012. Tổng công có 9 đội Challengers League thi đấu ở mùa giải 2012.
| - Bucheon FC 1995 (Vòng Một) - Cheongju Jikji FC (Vòng Một) - Chuncheon FC (Vòng Một) - Gyeongju Citizen (Vòng Hai) - Icheon Citizen (Vòng Một) | - Jeonju EM (Vòng Một) - FC Pocheon (Vòng Một) - Seoul FC Martyrs (Vòng Một) - Seoul United (Vòng Một) - Yangju Citizen (Vòng Một) |

### Đại học
Tất cả các đội bóng đại học thi đấu từ vòng Một. Các đội vào bán kết U-League 2011 và các đội vô địch các giải đại học tham dự Cúp FA 2012.
| - Đại học Hongik (vô địch U-League 2011) - Đại học Ulsan (á quân U-League 2011) - Đại học Dongguk (vào bán kết U-League 2011) - Đại học Hannam (vào bán kết U-League 2011) | - Đại học Ajou (vô địch National University Football Championship 2011) - Đại học Hàn Quốc (vô địch Spring College League Tournament 2011) - Đại học Sungkyunkwan (vô địch Korean National Sports Festival University 2011) |

## Kết quả

### Vòng Sơ loại
Vòng Sơ loại bao gồm hai vòng đấu. Vòng Một diễn ra vào ngày 17–18 tháng 3 năm 2012 và vòng Hai diễn ra vào ngày 28–29 tháng 4 năm 2012.

#### Vòng Một
Lễ bốc thăm vòng Một diễn ra vào ngày 22 tháng 2 năm 2012.
| 17 tháng 3 năm 2012 | Chuncheon FC       | 1 – 2 | Đại học Hàn Quốc                    | Sân vận động Chuncheon, Chuncheon |  |
| 15:00 KST           | Choi Young-Dong 5' |       | Park Jong-Won 17' · An Jin-Beom 83' | Lượng khán giả: 1,500             |  |

| 18 tháng 3 năm 2012 | Yangju Citizen                                               | 3 – 1 | Đại học Dongguk    | Sân vận động cỏ nhân tạo Godeok, Yangju |  |
| 14:00 KST           | Lee Young-Woong 39' · Choi Young-Nam 62' · Cho Young-Min 74' |       | Chu Pyung-Kang 10' | Lượng khán giả: 500                     |  |

| 17 tháng 3 năm 2012 | FC Pocheon                          | 2 – 0 | Đại học Ulsan | Sân vận động Pocheon, Pocheon |  |
| 14:00 KST           | Kang Seok-Gu 5' · Hwang Heon-Ju 20' |       |               | Lượng khán giả: 1,200         |  |

| 17 tháng 3 năm 2012 | Seoul United                        | 2 – 4 | Đại học Hannam                                                         | Sân vận động Madeul, Seoul |  |
| 15:00 KST           | Jung Ji-Soo 7' · Jung Jung-Hyun 87' |       | Kwak Dae-Ro 47' · Lee Min-Soo 56' · Jo Woo-Jin 59' · Lee Jae-Young 90' | Lượng khán giả: 420        |  |

| 18 tháng 3 năm 2012 | Bucheon FC 1995 | 0 – 4 | Police                                                                   | Sân vận động Hyochang, Seoul |  |
| 14:00 KST           |                 |       | Kim Je-Hwan 7' · Kim Moon-Soo 58' · Yang Dong-Hyun 78' · Kim Do-Heon 89' | Lượng khán giả: 450          |  |

| 17 tháng 3 năm 2012 | Icheon Citizen                               | 3 – 2 (s.h.p.) | Đại học Hongik          | Sân phụ Sân vận động Thành phố Icheon, Icheon |  |
| 15:00 KST           | Park Chun-Sin 12', 34' · Kim Seung-Cheol 97' |                | Cho Joon-Jae 89', 90+2' | Lượng khán giả: 500                           |  |

| 17 tháng 3 năm 2012 | Cheongju Jikji FC                                      | 3 – 1 | Đại học Ajou      | Trung tâm Cheongju Yongjeong, Cheongju |  |
| 15:00 KST           | Jung Bae-Keun 45' · Kim Hee-Jung 74' · Lee Jin-Won 86' |       | Heo Jae-Nyung 59' | Lượng khán giả: 550                    |  |

| 18 tháng 3 năm 2012 | Đại học Sungkyunkwan | 8 – 0 | Seoul FC Martyrs | Sân vận động Hyochang, Seoul |  |
| 11:00 KST           | Lee Hyung-Jin 10' · Han Hong-Kyu 20', 44' · Hwang In-Wook 34' · Kim Sang-Pil 47', 71' · Kim Jun-Young 51' · Kim Sung-Hyun 73' |       |                  | Lượng khán giả: 180          |  |

#### Vòng Hai
Lễ bốc thăm vòng Hai diễn ra vào ngày 28 tháng 3 năm 2012.
| 28 tháng 4 năm 2012 | Yongin City           | 0 – 4 | Police                                                      | Trung tâm Bóng đá Yongin, Yongin |  |
| 15:00 KST           | Kwon Oh-Kyu 48' 90+1' |       | Kim Young-Hoo 9', 86' · Kim Do-Heon 20' · Yoon Dong-Min 26' | Lượng khán giả: 150              |  |

| 28 tháng 4 năm 2012 | Mokpo City                                                    | 5 – 1 | Đại học Sungkyunkwan | Trung tâm bóng đá quốc tế Mokpo, Mokpo |  |
| 15:00 KST           | Jo Keon-Woo 13', 85' · Kwon Soon-Hak (38) · Kim Hyun-Yong 74' |       | Kim Joon 63'         | Lượng khán giả: 250                    |  |

| 28 tháng 4 năm 2012 | Gimhae City     | 1 – 1 (s.h.p.) (5 – 4 p) | Yangju Citizen     | Sân vận động Gimhae, Gimhae |  |
| 19:00 KST           | Gu Hyeon-Seo 4' |                          | Choi Young-Nam 60' | Lượng khán giả: 350         |  |

| 28 tháng 4 năm 2012 | Cheongju Jikji FC   | 1 – 0 (s.h.p.) | Ansan H FC | Trung tâm Cheongju Yongjeong, Cheongju |  |
| 15:00 KST           | Yang Jeong-Gyu 118' |                |            | Lượng khán giả: 600                    |  |

| 28 tháng 4 năm 2012 | Gyeongju Citizen | 1 – 1 (s.h.p.) (5 – 4 p) | Đại học Hannam    | Gyeongju Civic Stadium, Gyeongju |  |
| 15:00 KST           | Kim Min-Seob 48' |                          | Lee Jae-Young 25' | Lượng khán giả: 300              |  |

| 28 tháng 4 năm 2012 | Icheon Citizen | 0 – 2 | Chungju Hummel                        | Sân vận động Thành phố Icheon, Icheon |  |
| 15:00 KST           |                |       | Kim Kwang-Hyun 55' · Lee Ha-Jeong 64' | Lượng khán giả: 360                   |  |

| 28 tháng 4 năm 2012 | FC Pocheon             | 2 – 4 | Đại học Hàn Quốc                                                                | Sân vận động Pocheon, Pocheon |  |
| 15:00 KST           | Kang Seok-Goo 54', 90' |       | Park Hee-Sung 30' · Lee Jae-Seong 67' · Lee Sang-hyeob 80' · Kim Woo-Hyun 90+2' | Lượng khán giả: 2,700         |  |

### Vòng Chung kết

#### Vòng 32 đội
Lễ bốc thăm vòng 32 đội diễn ra vào ngày 3 tháng 5 năm 2012.
| 23 tháng 5 năm 2012 | Pohang Steelers                                                              | 4 – 0 | Cheongju Jikji FC | Pohang Steel Yard, Pohang |  |
| 19:30 KST           | Shin Hyung-Min 14' (ph.đ.) · Asamoah 51' · Ko Mu-Yeol 66' · Park Sung-Ho 76' |       |                   | Lượng khán giả: 1,452     |  |

| 23 tháng 5 năm 2012 | Incheon United                                         | 3 – 0 | Gimhae City | Sân vận động bóng đá Incheon, Incheon |  |
| 19:00 KST           | Park Jun-Tae 31' · Seol Ki-Hyeon 70' · Ivo 78' (ph.đ.) |       |             | Lượng khán giả: 400                   |  |

| 23 tháng 5 năm 2012 | Gangwon FC        | 1 – 0 | Đại học Hàn Quốc | Sân vận động Gangneung, Gangneung |  |
| 19:00 KST           | Jung Sung-Min 86' |       |                  | Lượng khán giả: 80                |  |

| 23 tháng 5 năm 2012 | FC Seoul                                         | 3 – 0 | Mokpo City | Sân vận động World Cup Seoul, Seoul |  |
| 19:30 KST           | Molina 62' · Ha Dae-Sung 83' · Kim Hyun-Sung 84' |       |            | Lượng khán giả: 1,751               |  |

| 23 tháng 5 năm 2012 | Suwon Samsung Bluewings                                               | 5 – 2 | Gangneung City                                             | Sân vận động World Cup Suwon, Suwon |  |
| 19:30 KST           | Radončić 7' · Cho Yong-Tae 27' · Ristić 37', 86' · Park Hyun-Beom 43' |       | Yoon Jong-Pil 14' · Jin Chang-Soo 30' · Kim Ho-Dae 42' 72' | Lượng khán giả: 3,214               |  |

| 23 tháng 5 năm 2012 | Chunnam Dragons                         | 1 – 0 (s.h.p.) | Changwon City | Sân vận động bóng đá Gwangyang, Gwangyang |  |
| 19:00 KST           | Cornthwaite 110' · Lee Jong-Ho 12' 118' |                |               | Lượng khán giả: 940                       |  |

| 23 tháng 5 năm 2012 | Seongnam Ilhwa Chunma                                                                              | 5 – 1 | Suwon City          | Khu liên hợp thể thao Tancheon, Seongnam |  |
| 19:00 KST           | Ognenovski 5' · Han Sang-Woon 14' · Yoon Bit-Garam 57' · Kim Sung-hwan 64' · Jo Tae-Woo 77' (l.n.) |       | Lim Sung-Taek 45+1' | Lượng khán giả: 1.958                    |  |

| 23 tháng 5 năm 2012 | Sangju Sangmu Phoenix                 | 2 – 1 | Ulsan Hyundai Mipo Dolphin             | Sân vận động Gimcheon, Gimcheon |  |
| 19:00 KST           | Yoo Chang-Hyun 56' · Kim Jae-Sung 88' |       | Lee Yong-Joon 75' · Kim Ho-You 80' 85' | Lượng khán giả: 800             |  |

| 23 tháng 5 năm 2012 | Jeju United                    | 2 – 1 | Incheon Korail     | Sân vận động World Cup Jeju, Seogwipo |  |
| 19:00 KST           | Shim Young-Sung 41' · Jair 56' |       | Lee Seung-Hwan 70' | Lượng khán giả: 750                   |  |

| 23 tháng 5 năm 2012 | Jeonbuk Hyundai Motors                               | 3 – 1 | Cheonan City      | Sân vận động World Cup Jeonju, Jeonju |  |
| 19:00 KST           | Eninho 20' · Jeong Shung-Hoon 36' · Lee Gang-Jin 70' |       | Kim Bon-Kwang 85' | Lượng khán giả: 1,892                 |  |

| 23 tháng 5 năm 2012                                                                                           | Busan Transportation Corporation       | 2 – 2 (s.h.p.) (4 – 5 p)                                                                             | Gyeongnam FC                | Sân vận động Busan Gudeok, Busan |  |
| 19:00 KST | Kim Kyung-Choon 37' · Cha Chul-Ho 108' | | Caíque 45' · Kim In-Han 98' | Lượng khán giả: 800              |  |
| |                                        | Loạt sút luân lưu                                                                                    |                             |                                  |  |
| - Kwon Yong-Hyeok - Park Hyuk-Soon - Kang Jin-Kyu - Ju Ki-Ho - Park Seung-Min - Yoon Tae-Hyeon - Kim Hyun-Soo |                                        | - Caíque - Jo Jae-Cheol - Kim In-Han - Choi Hyun-Yeon - Kang Seung-Jo - Kang Min-hyuk - Kim Byung-Ji |                             |                                  |  |

| 23 tháng 5 năm 2012 | Busan IPark | 0 – 1 | Goyang KB Kookmin Bank | Sân vận động Asiad Busan, Busan |  |
| 19:30 KST           |             |       | Lee Jae-Won 66'        | Lượng khán giả: 689             |  |

| 23 tháng 5 năm 2012 | Ulsan Hyundai     | 1 – 0 | Daejeon KHNP | Sân vận động bóng đá Ulsan Munsu, Ulsan |  |
| 19:30 KST           | Kim Shin-Wook 38' |       |              | Lượng khán giả: 1,115                   |  |

| 23 tháng 5 năm 2012 | Daegu FC                                             | 3 – 1 | Police             | Sân vận động Daegu, Daegu |  |
| 19:00 KST           | Lee Jin-Ho 17' · Song Je-Heon 28' · Kim Dae-Yeol 59' |       | Yang Dong-Hyun 71' | Lượng khán giả: 754       |  |

| 23 tháng 5 năm 2012 | Chungju Hummel                     | 2 – 4 | Gwangju FC                                             | Sân vận động Chungju, Chungju |  |
| 19:00 KST           | Kim Seong-Jun 44' · Kang Du-Ho 71' |       | Ahn Sung-Nam 27' · Milić 45+2', 62' · Lee Han-Saem 77' | Lượng khán giả: 3,500         |  |

| 23 tháng 5 năm 2012 | Daejeon Citizen     | 2 – 1 | Gyeongju Citizen  | Sân vận động World Cup Daejeon, Daejeon |  |
| 19:00 KST           | Baba 32' · Oris 36' |       | Choi Seok-Min 44' | Lượng khán giả: 878                     |  |

#### Vòng 16 đội
Lễ bốc thăm vòng 16 đội diễn ra vào ngày 31 tháng 5 năm 2012.
| 20 tháng 6 năm 2012 | Gyeongnam FC           | 1 – 0 | Gangwon FC            | Trung tâm bóng đá Changwon, Changwon |  |
| 19:30 KST           | Yun Il-Rok 26' 30' 66' |       | Jung Sung-Min 19' 36' | Lượng khán giả: 1.486                |  |

| 20 tháng 6 năm 2012 | Jeonbuk Hyundai Motors | 1 – 0 | Chunnam Dragons | Sân vận động World Cup Jeonju, Jeonju |  |
| 19:00 KST           | Lee Dong-Gook 44'      |       |                 | Lượng khán giả: 5,773                 |  |

| 20 tháng 6 năm 2012 | Jeju United                    | 2 – 0 | Daegu FC | Sân vận động World Cup Jeju, Seogwipo |  |
| 19:00 KST           | Seo Dong-Hyun 32' · Santos 87' |       |          | Lượng khán giả: 853                   |  |

| 20 tháng 6 năm 2012 | Seongnam Ilhwa Chunma | 1 – 2 | Ulsan Hyundai                      | Khu liên hợp thể thao Tancheon, Seongnam |  |
| 19:00 KST           | Éverton 6'            |       | Kim Shin-Wook 88' · Maranhão 90+1' | Lượng khán giả: 2.849                    |  |

| 20 tháng 6 năm 2012 | FC Seoul             | 0 – 2 | Suwon Samsung Bluewings              | Sân vận động World Cup Seoul, Seoul |  |
| 19:30 KST           | Kim Jin-Kyu 2' 90+4' |       | Kim Ju-Young 40' (l.n.) · Ristić 53' | Lượng khán giả: 14,853              |  |

| 20 tháng 6 năm 2012                                                              | Incheon United         | 2 – 2 (s.h.p.) (3 – 4 p)                                                                      | Goyang KB Kookmin Bank              | Sân vận động bóng đá Incheon, Incheon |  |
| 19:30 KST                                                                        | Kim Jae-Woong 12', 44' |                                                                                               | Ha Jung-Heon 31' · Jung Da-Seul 72' | Lượng khán giả: 1,120                 |  |
|                                                                                  |                        | Loạt sút luân lưu                                                                             |                                     |                                       |  |
| - Ivo - Joo Hyun-Jae - Kim Tae-Yoon - Koo Bon-Sang - Nam Il-Woo - Choi Jong-hoan |                        | - Lee Sang-Woo - Lee Su-Hwan - Park Byung-Won - Park Sung-Jin - Lee Jae-Won - Hwang Ho-Ryoung |                                     |                                       |  |

| 20 tháng 6 năm 2012                                      | Daejeon Citizen              | 2 – 2 (s.h.p.) (4 – 2 p)                                    | Sangju Sangmu Phoenix                    | Sân vận động World Cup Daejeon, Daejeon |  |
| 19:00 KST                                                | Kang Woo-Ram 26' · Oris 107' |                                                             | Alessandro 67' (l.n.) · Lee Sung-Jae 98' | Lượng khán giả: 1,055                   |  |
|                                                          |                              | Loạt sút luân lưu                                           |                                          |                                         |  |
| - Kim Tae-Yeon - Kim Chang-Hoon - Han Geuru - Alessandro |                              | - Kim Chi-Gon - Bang Dae-Jong - Choi Hyo-Jin - Kim Yong-Tae |                                          |                                         |  |

| 20 tháng 6 năm 2012 | Pohang Steelers                          | 3 – 1 | Gwangju FC         | Pohang Steel Yard, Pohang |  |
| 19:00 KST           | No Byung-Jun 22', 90+2' · Ko Mu-Yeol 59' |       | Park Jeong-Min 43' | Lượng khán giả: 2,875     |  |

#### Tứ kết
Lễ bốc thăm vòng Tứ kết diễn ra vào ngày 2 tháng 7 năm 2012.
| 1 tháng 8 năm 2012 | Pohang Steelers                                              | 3 – 2 | Jeonbuk Hyundai Motors              | Pohang Steel Yard, Pohang |  |
| 19:30 KST          | Noh Byung-Joon 12' · Kim Gwang-Seok 38' · Hwang Jin-Sung 74' |       | Lee Dong-Gook 5' · Seo Sang-Min 62' |                           |  |

| 1 tháng 8 năm 2012 | Daejeon Citizen | 1 – 2 | Jeju United                        | Sân vận động World Cup Daejeon, Daejeon |  |
| 19:30 KST          | Kevin Oris 89'  |       | Seo Dong-Hyun 9' · Bae Il-Hwan 41' |                                         |  |

| 1 tháng 8 năm 2012                                   | Gyeongnam FC      | 1 – 1 (4 – 2 p)                                               | Suwon Samsung Bluewings | Trung tâm bóng đá Changwon, Changwon |  |
| 19:30 KST                                            | Kang Seung-Jo 68' |                                                               | Éverton Cardoso 4'      |                                      |  |
|                                                      |                   | Loạt sút luân lưu                                             |                         |                                      |  |
| - Caíque - Luke DeVere - Lee Jae-An - Choi Hyun-Yeon |                   | - Eddy Bosnar - Park Hyun-Beom - Choi Jae-Soo - Cho Dong-Geon |                         |                                      |  |

| 1 tháng 8 năm 2012 | Ulsan Hyundai                                                                        | 6 – 1 | Goyang KB Kookmin Bank | Sân vận động bóng đá Ulsan Munsu, Ulsan |  |
| 19:30 KST          | Kim Shin-Wook 7' · Maranhão 45' 63' · Lee Keun-Ho 60' · Rafinha 84' · Go Seul-Ki 89' |       | Lee Jae-Won 87'        |                                         |  |

#### Bán kết
Lễ bốc thăm vòng Bán kết diễn ra vào ngày 6 tháng 8 năm 2012.
| 1 tháng 9 năm 2012 | Ulsan Hyundai       | 0 – 3 | Gyeongnam FC                                | Sân vận động bóng đá Ulsan Munsu, Ulsan |  |
| 19:00 KST          | Kim Young-Kwang 78' |       | Kim In-Han 4' · Caíque 81' · Yun Il-Rok 87' | Lượng khán giả: 3,847                   |  |

| 1 tháng 9 năm 2012 | Pohang Steelers                            | 2 – 1 | Jeju United | Pohang Steel Yard, Pohang |  |
| 19:00 KST          | Hwang Jin-Sung 3' · Han Yong-Su 78' (l.n.) |       | Jair 18'    | Lượng khán giả: 16,114    |  |

#### Chung kết
| 20 tháng 10 năm 2012 | Pohang Steelers   | 1 – 0 (s.h.p.) | Gyeongnam FC | Pohang Steel Yard, Pohang |  |
| 14:00 KST            | Park Sung-Ho 120' |                |              |                           |  |

| Cúp FA Hàn Quốc Đội vô địch 2012 |
| -------------------------------- |
| Pohang Steelers Danh hiệu thứ 3  |

## Giải thưởng
- Cầu thủ xuất sắc nhất vòng đấu
  - Vòng Một:  Kim Sang-Pil (Đại học Sungkyunkwan)[3]
  - Vòng Hai:  Kwon Soon-Hak (Mokpo City)[4]
  - Vòng 32 đội:  Lee Jae-Won (Goyang Kookmin Bank)[5]
  - Vòng 16 đội:  No Byung-Jun (Pohang Steelers)[6]
  - Tứ kết:  Hwang Jin-Sung (Pohang Steelers)[8]
  - Bán kết:  Kim In-Han (Gyeongnam FC)[9]
- Cầu thủ xuất sắc nhất giải đấu:  Hwang Ji-Soo (Pohang Steelers)[10]